# Romano Schmid
Romano Christian Schmid (* 27. Jänner 2000 in Graz) ist ein österreichischer Fußballspieler. Der Mittelfeldspieler steht in Deutschland bei Werder Bremen unter Vertrag. Darüber hinaus spielt er seit der U15 für Nationalmannschaften des ÖFB.

## Karriere

### Vereine
Schmid begann seine Karriere beim USV Vasoldsberg. 2009 wechselte er zum SK Sturm Graz. Nachdem er zuvor in der Akademie gespielt hatte, debütierte er im März 2016 für die Amateure von Sturm in der Regionalliga, als er am 17. Spieltag der Saison 2015/16 gegen den Annabichler SV in der Startelf stand.
Zur Saison 2016/17 rückte Schmid in den Profikader auf. Sein Debüt in der Bundesliga gab er schließlich im Mai 2017, als er am 36. Spieltag jener Saison gegen den Wolfsberger AC in der 75. Minute für Fabian Koch eingewechselt wurde. Durch jenen Einsatz wurde Schmid zum ersten Spieler in der Bundesliga, der nach dem 1. Jänner 2000 geboren wurde.
Durch seinen Treffer zum zwischenzeitlichen 3:1 beim 3:2-Sieg im Juli 2017 gegen den FK Austria Wien wurde er auch zum ersten Spieler, der in der Bundesliga ein Tor erzielte, der nach dem 1. Jänner 2000 geboren wurde.
Im August 2017 wechselte er zum Ligakonkurrenten FC Red Bull Salzburg, bei dem er einen bis Juni 2020 gültigen Vertrag erhielt. Allerdings sollte er zunächst für das zweitklassige Farmteam FC Liefering zum Einsatz kommen. In der Saison 2017/18 kam er einmal für den FC Red Bull Salzburg in der Bundesliga und 22 Mal (acht Tore) für den FC Liefering in der zweitklassigen Ersten Liga (seit 2018 2. Liga) zum Einsatz. Zudem spielte er mit der U-19-Mannschaft des FC Red Bull Salzburg in der UEFA Youth League. In der Saison 2018/19 kam Schmid zu sechs Einsätzen für den FC Liefering, in denen er einen Treffer erzielte.
Anfang Jänner 2019 wechselte Schmid zum deutschen Bundesligisten Werder Bremen. Da er Formalitäten bezüglich seiner Einberufung zum Militär klären musste, stieg er nicht sofort in das Training ein. Werder Bremen verkündete zudem, ihn direkt für 18 Monate verleihen zu wollen. Im Februar 2019 wurde er schließlich für ein halbes Jahr an den österreichischen Bundesligisten Wolfsberger AC verliehen, mit dem er sich als Dritter der Meistergruppe für die Gruppenphase der Europa League qualifizieren konnte. Im Anschluss an die Saison verblieb der Mittelfeldspieler nach Verlängerung seines Leihvertrages um ein weiteres Jahr in Wolfsberg. Mit dem Verein schied Schmid, der im zentralen Mittelfeld häufig Berücksichtigung findet, als Letzter der Europa-League-Gruppe J aus. In den eineinhalb Jahren Leihe kam er zu 37 Einsätzen in der Bundesliga für die Kärntner, in denen er drei Tore erzielte.
Zur Saison 2020/21 stieß Schmid schließlich zum Bremer Bundesligakader von Florian Kohfeldt. In der Bundesliga debütierte er am 6. Dezember 2020 (10. Spieltag) bei der 1:2-Niederlage im Heimspiel gegen den VfB Stuttgart mit Einwechslung für Yuya Osako in der 80. Minute.
Im April 2022 verlängerte er seinen Vertrag in Bremen vorzeitig.

### Nationalmannschaft
Schmid spielte im November 2014 erstmals für eine österreichische Jugendnationalauswahl. Im September 2015 verbuchte er seinen ersten Einsatz für die U16-Auswahl. Im März 2016 debütierte er gegen Island für das U17-Team Österreichs. Im April 2017 spielte er erstmals für die U18-Auswahl.
Im August 2017 debütierte er gegen Norwegen für die U19-Mannschaft. Sein erstes Tor für diese erzielte er im August 2018 in einem Testspiel gegen Zypern. Im März 2019 spielte er gegen Norwegen erstmals für die U20.
Im September 2019 debütierte er gegen Andorra für die U21-Mannschaft, für die er bis 2022 16 Mal spielte.
Im September 2022 wurde Schmid erstmals in den Kader der A-Nationalmannschaft berufen. Sein Debüt gab er dann im selben Monat, als er in der UEFA Nations League gegen Frankreich in der 69. Minute eingewechselt wurde. Im Mai 2024 wurde er in den vorläufigen Kader Österreichs für die EM 2024 berufen und schaffte es schlussendlich auch in den endgültigen Kader.

## Erfolge
FC Red Bull Salzburg
- Österreichischer Meister: 2018

Werder Bremen
- Aufstieg in die Bundesliga: 2022

## Privates
Kurz vor Weihnachten 2023 heiratete er seine langjährige Freundin Celine. Gemeinsam haben sie zwei Söhne, die 2021 bzw. im Juni 2024 zur Welt kamen.